# Las madres de la Plaza de Mayo
Las madres de la Plaza de Mayo è un documentario del 1985 diretto da Lourdes Portillo e Susana Blaustein Munoz sulle madri di Plaza de Mayo, candidato al premio Oscar al miglior documentario.